# Зірдег (Астане-Ашрафіє)
Зірдег (перс. زيرده) — село в Ірані, у дегестані Дегшаль, у Центральному бахші, шагрестані Астане-Ашрафіє остану Ґілян. За даними перепису 2006 року, його населення становило 19 осіб, що проживали у складі 7 сімей.

## Клімат
Середня річна температура становить 14,76 °C, середня максимальна – 28,80 °C, а середня мінімальна – 0,23 °C. Середня річна кількість опадів – 1175 мм.
| Клімат поселення                              | Клімат поселення | Клімат поселення | Клімат поселення | Клімат поселення | Клімат поселення | Клімат поселення | Клімат поселення | Клімат поселення | Клімат поселення | Клімат поселення | Клімат поселення | Клімат поселення | Клімат поселення |
| Показник                                      | Січ.             | Лют.             | Бер.             | Квіт.            | Трав.            | Черв.            | Лип.             | Серп.            | Вер.             | Жовт.            | Лист.            | Груд.            |                  |
| Середній максимум, °C                         | 9,38             | 9,86             | 12,21            | 17,70            | 21,96            | 25,92            | 28,80            | 28,50            | 25,11            | 21,20            | 16,59            | 12,39            |                  |
| Середня температура, °C                       | 4,81             | 5,26             | 7,63             | 13,09            | 17,39            | 21,33            | 24,64            | 24,36            | 20,95            | 17,02            | 12,45            | 8,20             |                  |
| Середній мінімум, °C                          | 0,23             | 0,70             | 3,04             | 8,51             | 12,79            | 16,75            | 20,49            | 20,19            | 16,79            | 12,86            | 8,29             | 4,05             |                  |
| Норма опадів, мм                              | 109              | 91               | 85               | 45               | 45               | 33               | 32               | 62               | 141              | 220              | 176              | 136              |                  |
| Середньомісячна швидкість вітру, м/с          | 2.40             | 2.50             | 2.50             | 2.40             | 2.40             | 2.63             | 2.63             | 2.30             | 2.10             | 2.17             | 2.03             | 2.20             |                  |
| Середньомісячна сонячна радіація, кДж/м²·день | 6984             | 9020             | 10973            | 15395            | 19665            | 21622            | 22272            | 18667            | 15116            | 10676            | 8559             | 6650             |                  |
| --------------------------------------------- | ---------------- | ---------------- | ---------------- | ---------------- | ---------------- | ---------------- | ---------------- | ---------------- | ---------------- | ---------------- | ---------------- | ---------------- | ---------------- |
| Джерело:                                      |                  |                  |                  |                  |                  |                  |                  |                  |                  |                  |                  |                  |                  |